# Korea Open 2016
Il Korea Open 2016 (precedentemente conosciuto come Hansol Korea Open e Kia Korea Open) è stato un torneo di tennis giocato sul cemento all'aperto. È stata la tredicesima edizione del torneo che fa parte della categoria International nell'ambito del WTA Tour 2016. Il torneo si è giocato dal 19 al 25 settembre all' Olympic Park Tennis Center di Seul, in Corea del Sud.

## Partecipanti

### Teste di serie
| Nazionalità | Giocatrice          | Ranking* | Testa di serie |
| ----------- | ------------------- | -------- | -------------- |
| Romania     | Irina-Camelia Begu  | 23       | 1              |
| Svezia      | Johanna Larsson     | 46       | 2              |
| Cina        | Zhang Shuai         | 49       | 3              |
| Francia     | Kristina Mladenovic | 51       | 4              |
| Romania     | Monica Niculescu    | 55       | 5              |
| Belgio      | Kirsten Flipkens    | 58       | 6              |
| Stati Uniti | Nicole Gibbs        | 72       | 7              |
| Stati Uniti | Louisa Chirico      | 75       | 8              |

* Ranking al 12 settembre 2016.

### Altre partecipanti
Le seguenti giocatrici che hanno ricevuto una Wild card:
- Han Na-lae
- Jang Su-jeong
- Lee So-ra

La seguente giocatrice è entrata in tabellone come special exempt:
- Tereza Martincová

Le seguenti giocatrici passate dalle qualificazioni:

- Eri Hozumi
- Luksika Kumkhum
- Katarzyna Piter
- Arantxa Rus

## Campionesse

### Singolare
Lara Arruabarrena ha sconfitto in finale  Monica Niculescu con il punteggio di 6–0, 2–6, 6–0.
- È il secondo titolo in carriera per Arruabarrena, primo della stagione.

### Doppio
Kirsten Flipkens /  Johanna Larsson hanno sconfitto in finale  Akiko Ōmae /  Peangtarn Plipuech con il punteggio di 6–2, 6–3.